# Gomorra (roman)
Pour les articles homonymes, voir gomorra.
Gomorra. Dans l'empire de la camorra est un roman de Roberto Saviano paru en 2006 chez Mondadori.

## Résumé
Le livre, sorte de « roman enquête », décrit les détails de la vie souterraine de la Camorra, un puissant phénomène mafieux napolitain. Dans ce livre, Roberto Saviano emploie prose et style reportage pour raconter l'histoire de la Camorra, décrivant son territoire et ses liens avec le monde politique et celui des affaires.

## Sortie et accueil critique
Le livre se vend à plusieurs millions d'exemplaires et obtient de nombreux prix littéraires. Il se « transforme en véritable phénomène de société, avec manifestations publiques, lectures dans les écoles ».
Il est adapté au cinéma et une série télévisée est diffusée dans plus de cinquante pays.

## Éditions
- Gomorra, Milan, Italie, Arnoldo Mondadori Editore, coll. « Strade Blu », 2006, 331 p.  (ISBN 88-04-55450-9)
- Gomorra. Dans l'empire de la camorra, trad. de Vincent Raynaud, Paris, Éditions Gallimard, coll. « Hors série Connaissance », 2007, 368 p.  (ISBN 978-2-07-078289-5)
- Gomorra. Dans l'empire de la camorra, trad. de Vincent Raynaud, Paris, Éditions Gallimard, coll. « Folio », no 4977, 2009, 458 p.  (ISBN 978-2-07-037986-6)

## Récompenses
- Prix Viareggio de la première œuvre 2006.

## Adaptations
- Gomorra, film italien réalisé par Matteo Garrone et sorti en 2008, recevant lui aussi de nombreuses distinctions.
- Gomorra, série télévisée italienne de Stefano Sollima, sortie en 2014